# آتشگاه (کرج)

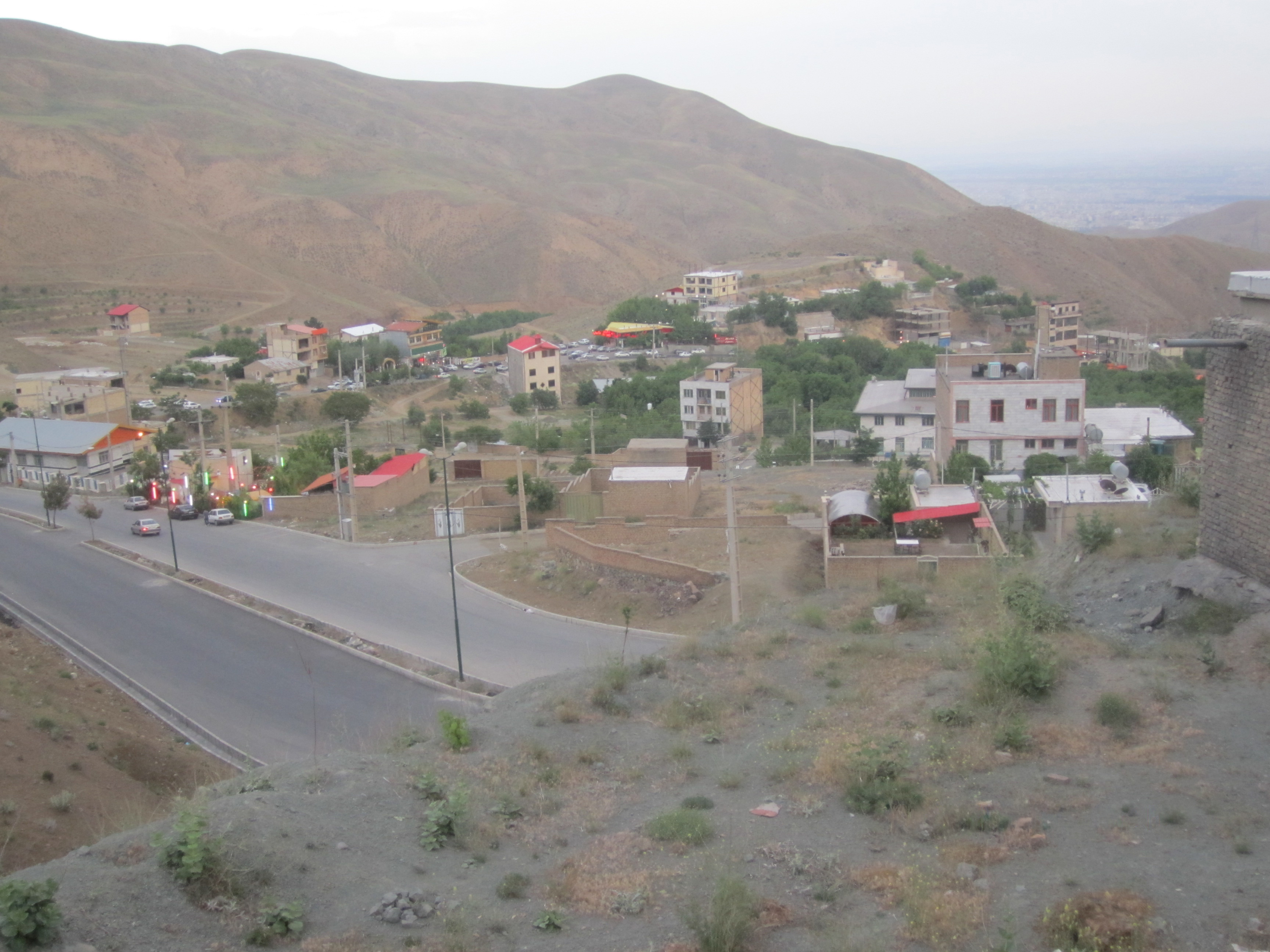
روستای آتشگاه، کرج

آتشگاه روستایی از توابع بخش مرکزی شهرستان کرج در استان البرز است. آتشگاه در یک منطقه کوهستانی قرار دارد که به جاده کرج - چالوس نزدیک می‌باشد. مساحت این روستا که یکی از روستاهای گردشگری شهر کرج قلمداد می‌شود نزدیک به ۲۵۰۰ هکتار دربرگیرندهٔ خانه‌های مسکونی، زمین‌های کشاورزی، باغ، چراگاه، کوه و... است که ویژگی کوهستانی این روستا چشم‌اندازهای زیبا و آرام بخشی را پدید آورده است. همسایگان روستای آتشگاه از شمال نوجان (Nojãn) و دروان (Dorvãn)، از جنوب باغستان، از شرق سیاهکلان و از غرب برغان هستند.

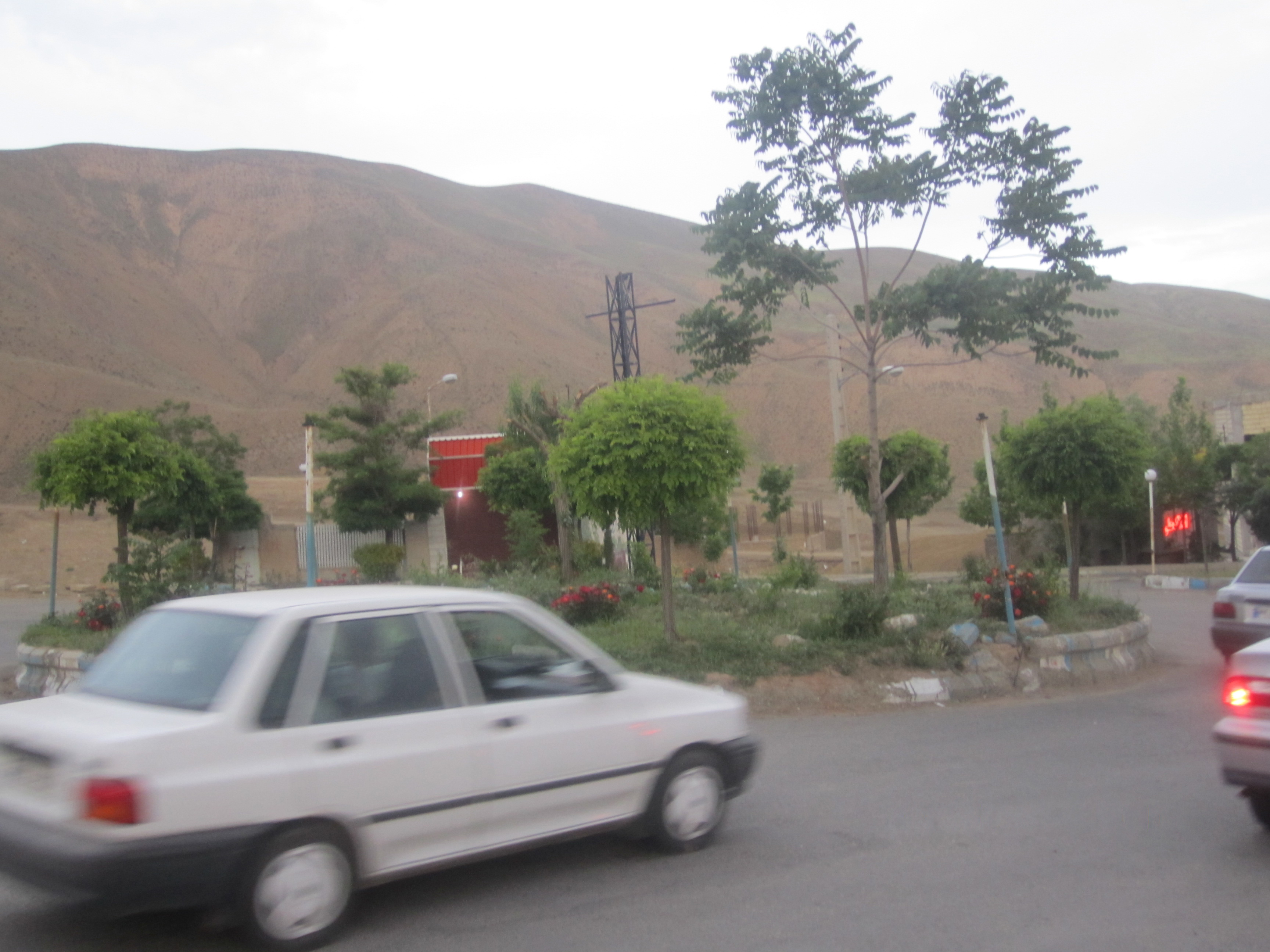
میدان اصلی روستای آتشگاه کرج

## ریشهٔ نام
آتشگاه از کهن زمان به انگیزه آن که جایگاه زندگی زرتشتیان بوده «آتش کوه» یا «آتشکده» خوانده می‌شده‌است و نشانه‌های تاریخی بر جای مانده از دوران ساسانیان و اشکانیان که در گوشه و کنار آن دیده می‌شود نشانگر وجود سنگ‌های چخماق و سنگ‌های آتش زن دیگری است که اهمیت باستان‌شناسی بالای آن را می‌رساند.
در شمالی‌ترین بخش روستای آتشگاه، تپه‌ای باستانی قرار دارد که سفال‌های آجری شبیه به سفال‌های دوران تاریخی پیرامون آن دیده می‌شود. این تپه، هم‌اکنون با نام تپه مهدیخان (تل مهدیخان) خوانده می‌شود. برخی بر این باورند که پیشترها در تل مهدیخان، آتشکدهٔ بزرگی وجود داشته که نام آتشگاه نیز از آن برگرفته شده‌است و برخی دیگر آن را به وجود سنگ‌های آتش‌زنه که در این منطقه یافت می‌شود پیوند داده‌اند و بر آنند که روستا به آن دلیل به آتشگاه یا جای سنگ‌های آتش‌زنه شناخته گردد.

## پیشینه تاریخی
تل مهدیخانی و دژ دو برار (دو بردار) از یادگارهای دوران ساسانی، و نیز وجود نشانه‌های آتشکده و گورستان قدیمی و سنگ‌های قرمز آتش‌زن و همچنین آرامگاه پیر پیران و درخت سرسبز، سماگاد با نزدیک به ۲ تا ۳ هزار سال عمر و نشانه دیرینگی و کهن بودن این روستاست.

## زبان
آتشگاه از آنجا که یکی از روستاهای بومی کرج است مردمش به زبان اشکانی سخن می‌گویند.

## جای‌های گردشگری
این روستا در طرح منطقه نمونه گردشگری جای دارد و به زودی زیرساخت‌های گردشگری در آن اجرا خواهد شد. روستای آتشگاه آب و هوای پاک و دلنشین دارد و به درختان میوهٔ گیلاس، گردو، توت سفید و نیز داروهای گیاهی کوه‌های پیرامونش پرآوازه است. در روزهای تعطیل و آدینه، گردشگران بسیاری زمان خوشی را در روستا و کوهستانهای پیرامونش سپری می‌کنند. همچنین از روستای آتشگاه به جادهٔ کرج ـ چالوس و منطقهٔ دروان و برغان نیز راه گذری ساخته شده‌است که خودروها و گردشگران در پیچ و خم‌های کوهستانی آن در رفت و آمد هستند.
در میان درختان میوه و کنار راه مالرو میانهٔ روستا، باغی کوچک وجود دارد. در درون این باغ، بوته طاقی روییده است که در ظاهر عمر زیادی دارد. مردم روستا به این بوته باور دارند و در کنار آن اتاقی برای برپایی نماز و خواندن دعا بنا کرده‌اند. مردم روستا این باغ را امامزاده پیر پیران نامگذاری کرده‌اند. در این باغ به جز این بوته طاق، اثر تاریخی دیگری دیده نمی‌شود.